# ناحیه الک، شهرستان نوبلز، مینه سوتا
ناحیه الک (به انگلیسی: Elk Township) یک منطقهٔ مسکونی در ایالات متحده آمریکا است که در شهرستان نوبلز، مینه‌سوتا واقع شده‌است.
 ناحیه الک ۹۳٫۵ کیلومتر مربع مساحت و ۲۸۴ نفر جمعیت دارد و ۴۸۴ متر بالاتر از سطح دریا واقع شده‌است.